# Ventilla (métro de Madrid)
Ventilla est une station de métro à Madrid, en Espagne. Ouverte le 3 juin 1983, elle est située sur la ligne 9 du métro de Madrid entre Barrio del Pilar et Plaza de Castilla.